# Veliger

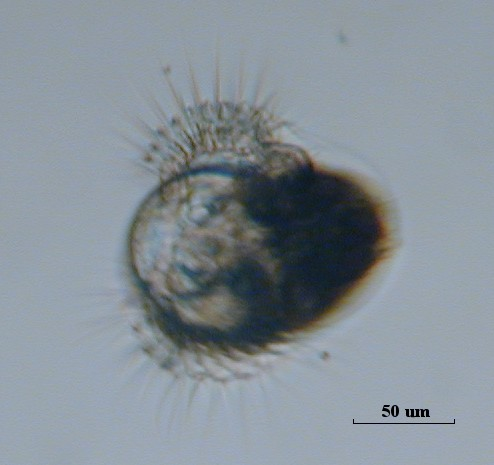
Veligerová larva mořského zadožábrého plže Dolabrifera dolabrifera (čeleď Aplysiidae) má dvě řady brv.

Veliger je volně plovoucí larva mořských plžů a také u mořských mlžů a některých sladkovodních mlžů, kteří přešli z moře do sladkých vod, např. rod slávička Dreissena.
Vyvíjí se z trochofory (praeveliger) nebo přímo z vajíčka.
Veliger má již vyvinutou zárodečnou ulitu, základ nohy a vířivý orgán (velum = plachta). Vířením řasinek (obrvených membrán) se pohybuje a přihání si potravu (mikroorganismy).
U některých rodů (Murex, Tritolania) veliger zůstává ve vaječném pouzdře tak dlouho (déle než 2 měsíce), dokud není plně vyvinutý (velký asi 0,9 mm), nepohybuje se a živí se pouze filtrací. Mikroorganismy se shromažďují kolem odumřelých zárodků a slouží jako potrava žijících.